# باکتریوفاژ رشته‌ای
باکتریوفاژ رشته‌ای (به انگلیسی: Filamentous bacteriophage) گونه‌ای از فاژ می‌باشد که بر اساس ظاهر رشته‌ای و میله‌ای مانندش نامگذاری شده است. باکتریوفاژهای رشته‌ای به طور معمول حاوی ژنوم دارای دی‌ان‌ای تک رشته‌ای می‌باشند و اغلب انواع باکتری گرم-منفی را هدف قرار می‌دهند.